# Chiloschista phyllorhiza
Chiloschista phyllorhiza är en orkidéart som först beskrevs av Ferdinand von Mueller, och fick sitt nu gällande namn av Rudolf Schlechter. Chiloschista phyllorhiza ingår i släktet Chiloschista och familjen orkidéer. Inga underarter finns listade i Catalogue of Life.